# たまゆら (テレビドラマ)
『たまゆら』は、NHK連続テレビ小説の第5作。1965年（昭和40年）4月5日から1966年（昭和41年）4月2日まで放送された。全310回。

## 概要
会社を引退した老人が第2の人生の門出に『古事記』を手に旅に出る、という内容で、川端康成が初めてテレビドラマのために書き下ろした作品。川端は他の仕事を見合わせて原作を執筆し、ロケにも同行し、エキストラとしてカメオ出演している。
宮崎市や日南海岸の観光地で広くロケを行っている点に特徴がある。これは取材旅行で宮崎を訪問した川端がその景色を気に入り、ドラマの舞台に選定したからである。なかでも気に入ったのが夕陽に映える大淀川で、「大淀川は広いし、橘橋はきれいだ。これに夕日があれば宮崎の宝だ」と、橘公園一帯からの眺めを絶賛している。ドラマでも、矢野周一夫妻が、橘公園のロンブルテントから夕日を眺めるシーンが放送されている。このドラマの影響で、宮崎への新婚旅行ブームがさらに高まり、「観光宮崎」が最高潮を迎えるきっかけとなった。
主演の笠智衆は、本作がテレビドラマ初出演となる。男性の単独主演の作品は、本作の放送後『ロマンス』まで途切れる（『旅路』は女優との共同主演）。
視聴率は、初回視聴率は30.2%、最高視聴率は44.7%、平均視聴率は33.6%（ビデオリサーチ調べ、関東地区・世帯）。
再放送時間が月曜 - 土曜12時40分 - 12時55分体制は本作までで、次作『おはなはん』から月曜 - 土曜12時45分 - 13時となる。
2015年10月、川端康成による直筆原稿が神奈川県鎌倉市の川端邸で発見された。
全話のマスターテープは他の番組制作に使い回されNHKには映像が現存しない。

## キャスト
- 直木良彦 - 笠智衆
- 妻・ふじ子 - 加藤道子
- 長男・治彦 - 佐竹明夫
- 治彦の妻・しず子 - 柳川慶子
- 長女・宮本さち子 - 扇千景
- 次女・あき子 - 直木晶子
- 三女・かよ子 - 亀井光代
- 矢野周一 - 勝呂誉
- 周一の妻・すみ子 - 光本幸子
- すみ子の父 - 長浜藤夫
- 通行人 - 川端康成（特別出演）[2]
- その他 - 早川保、真屋順子、片山明彦、桝谷一政、大牧護良、武内亨、鳳八千代

## スタッフ
- 原作 - 川端康成[7]
- 脚本 - 山田豊、尾崎甫[7]
- 音楽 - 崎出伍一[7]
- 演出 - 畑中庸生、岸田利彦[7]
- 制作 - 丹羽一雄[7]
- 語り - 坂本和子